# The Laws of Gods and Men
«The Laws of Gods and Men» (Les lleis dels déus i dels homes) és el sisè episodi de la quarta temporada, el 36è del total, de la sèrie televisiva Game of Thrones de la productora nord-americana HBO. L'episodi va ser escrit per Bryan Cogman i dirigit per Alik Sakharov. Es va estrenar l'11 de maig del 2014.

## Argument

### A través del Mar Estret
Stannis (Stephen Dillane) i Davos (Liam Cunningham) arriben a Braavos, on són rebuts per Tycho Nestoris (Mark Gatiss) al Banc de Ferro. Tycho li nega un crèdit a Stannis, ja que aquest no disposa ni d'un gran exèrcit ni de suficients aliments per mantenir-lo. Abans de sortir, Davos fa un apassionat discurs sobre els mèrits de Stannis, assenyalant la seva condició d'home d'acció, la seva millor edat i la seva habilitat en el camp de batalla mentre ho contraposa a l'edat de Tywin Lannister i els seus febles successors potencials. Davos convenç a Tycho i contracta al pirata Salladhor Saan (Lucian Msamati) per anar immediatament a Rocadrac.
A la Badia dels Esclaus els dracs de Daenerys (Emilia Clarke) ataquen a un ramat de cabres d'un granger. L'agricultor es presenta al seu davant i li mostra un sac amb ossos carbonitzats dels animals dient-li que s'ha quedat sense ramat. Ella li promet pagar tres vegades el valor dels animals. Llavors, Hizadahr zo Loraq (Joel Fry) li demana permís per poder enterrar el seu pare que es troba crucificat en un dels pals dels camins de Meeren. Li diu que sempre havia estat en contra de l'assassinat dels nens esclaus. A contracor, Daenerys accedeix a la seva petició.

### Al Fort del Terror
Yara Greyjoy (Gemma Whelan) condueix als soldats dels Fills del Ferro en un atac contra el Fort del Terror. Yara troba a Theon Greyjoy (Alfie Allen) tancat a la gossera però aquest no la reconeix i es nega a acceptar la seva ajuda, dient-li que el seu nom autèntic és «Pudent» i no pas Theon. Perseguits pels defensors del Fort, els soldats han de fugir precipitadament. Quan arriben a les seves embarcacions Yara diu als seus homes que Theon ha mort. L'endemà Ramsay premia el comportament de «Pudent» deixant-lo banyar confortablement i li demana la seva ajuda per conquerir el Fossat Cailin. En aquesta ocasió «Pudent» haurà d'interpretar el paper d'algú que ja no és: Theon Greyjoy.

### A Port Reial
A la reunió del consell, Tywin (Charles Dance) informa que el judici de Tyrion (Peter Dinklage) començarà aquella mateixa tarda. Lord Varys (Conleth Hill) informa que Sandor "el Gos" Clegane ha estat vist a Aigüesvives. Tywin ofereix una recompensa per qui el capturi. Varys també fa saber que Daenerys ha conquerit Meeren amb un gran exèrcit d'immaculats. Tywin decideix prendre mesures per enfrontar-se a una previsible invasió.
Als calabossos, Jaime (Nikolaj Coster-Waldau) fa encadenar Tyrion per conduir-lo a la sala del tron per començar el judici. El rei Tommen (Dean-Charles Chapman) delega la presidència del judici en el seu avi Tywin, El príncep Oberyn Martell (Pedro Pascal) i Lord Mace Tyrell (Roger Ashton-Griffiths) formen part del tribunal. Diversos testimonis de l'acusació com Ser Meryn Trant (Ian Beattie), el Gran Mestre Pycelle (Julian Glover), la reina regent Cersei (Lena Headey), i Varys, tots ells recolzen les acusacions contra Tyrion. En un recés, Jaime li diu al seu pare que si no executa a Tyrion ell acceptarà l'oferta de tornar a Roca Casterly per convertir-se en l'hereu de Tywin. El pare accepta i li diu que Tyrion s'unirà a la Guàrdia de la Nit després de ser declarat culpable de l'assassinat de Joffrey.
Tornant al judici, Tywin ordena la compareixença de Shae (Sibel Kekilli). Ella proclama, en fals testimoni, que Joffrey i Sansa havien planificat conjuntament l'assassinat de Joffrey, ja que ella volia la revenja per les morts dels seus pares i del seu germà. També esmenta els desitjos sexuals de Tyrion que resulta avergonyit davant tota la cort. Tyrion, molt irritat, assegura que no va matar a Joffrey però no per manca de ganes. Considera que la gent de Port Reial és molt desagraïda amb ell doncs va salvar-los a la batalla d'Aigüesnegres i caldria trobar verí per cadascun dels desagraïts. Davant Tywin, Tyrion acusa al seu pare de portar-lo a judici pel seu nanisme i acaba dient que es nega a ser executat per un crim que no va cometre i que els déus decidiran el seu destí, exigint un judici per combat.

## Audiències i crítica

### Audiències
«The Laws of Gods and Men» (Les lleis dels déus i dels homes) va ser vist per 6.400.000 persones el dia de la seva estrena.

### Crítica
L'episodi també va rebre crítiques molt positives destacant la gran interpretació de Peter Dinklage en la segona part de l'episodi. Matt Fowler de IGN Entertainment va qualificar l'escena final com "una de les millors coses que he vist de Tyrion en molt de temps, deixar una vida de supurar odi com ell mai havia vist abans".